# Halticoptera nigriscapus
Halticoptera nigriscapus är en stekelart som först beskrevs av Howard 1897.  Halticoptera nigriscapus ingår i släktet Halticoptera och familjen puppglanssteklar. Inga underarter finns listade i Catalogue of Life.